# Strychnos donnaiensis
Strychnos donnaiensis är en tvåhjärtbladig växtart som beskrevs av Jean Baptiste Louis Pierre och Paul Louis Amans Dop. Strychnos donnaiensis ingår i släktet Strychnos och familjen Loganiaceae. Inga underarter finns listade i Catalogue of Life.